# Prokop (patriarcha serbski)
Prokop, imię świeckie Petar Ivačković (ur. 1809 w Deliblacie, zm. 11 maja 1881) – serbski biskup prawosławny, w latach 1874–1879 metropolita karłowicki i patriarcha serbski.

## Życiorys
Był synem proboszcza parafii w Deliblacie, Andriji Ivačkovicia. Przyszły patriarcha ukończył gimnazjum w Oravicy i Nowym Sadzie, następnie studiował filozofię w Kieżmarku i prawo w Sárospatku. Ostatecznie podjął naukę w seminarium duchownym we Vršacu i po jego ukończeniu w 1835 złożył wieczyste śluby mnisze. W tym samym roku metropolita karłowicki Stefan wyświęcił go na hierodiakona, nadał godność protodiakona i skierował do pracy wykładowcy seminarium duchownego w Sremskich Karlovcach. Hierodiakon Prokop wykładał w nim przez kolejne dziewięć lat.
W 1846 został przełożonym monasteru Krušedol z godnością archimandryty. Jeszcze w tym samym roku otrzymał nominację na biskupa aradzkiego, jednak jego chirotonia biskupia odbyła się dopiero w 1853. W 1864, gdy cesarz Franciszek Józef I zgodził się na utworzenie rumuńskiej metropolii Siedmiogrodu, wyodrębniając ją z serbskiej metropolii karłowickiej, eparchia Aradu znalazła się w nowo powstałej administraturze. Biskup Prokop, chociaż Serb z pochodzenia, pozostał na katedrze. Bez powodzenia ubiegał się o powierzeniu mu jednej z eparchii serbskich lub chociaż zarządu zamieszkiwanego przez Serbów monasteru. W 1873 został natomiast wybrany na metropolitę siedmiogrodzkiego (rumuńskiego) i arcybiskupa sybińskiego.
W roku następnym odbył się serbski sobór elekcyjny, którego celem było dokonanie wyboru następcy zmarłego w 1870 metropolity karłowickiego i patriarchy serbskiego Samuela. Sobór opowiedział się za kandydaturą biskupa budzińskiego Arseniusza, jednak cesarz nie zgodził się na potwierdzenie jego elekcji. W powtórnych wyborach największe poparcie uzyskał metropolita Prokop i to on w sierpniu 1874 objął zarząd metropolii karłowickiej, rezygnując równocześnie z urzędu metropolity Siedmiogrodu. Na urzędzie pozostał przez pięć lat, do grudnia 1879, gdy władze austriackie zmusiły go do rezygnacji. Zamieszkał w Dalju, a następnie przeniósł się do miejscowości Bela Crkva, gdzie pozostał do końca życia. Został pochowany w soborze św. Mikołaja w Sremskich Karlovcach.